# Marianne Bargum
Eva Marianne Bargum, född 1 juni 1945 i Helsingfors, är en finländsk förlagschef. Hon är sedan 1977 gift med författaren Johan Bargum.
Bargum, blev filosofie kandidat 1974, var projektchef vid Informationscentralen för Finlands litteratur 1980–1991 och blev litterär chef vid Söderströms förlag 1991. Hon var förlagets verkställande direktör 1995–2007. Hon gjorde viktiga insatser för att marknadsföra finländsk litteratur i internationella sammanhang och har som förlagschef bidragit till att vitalisera finlandssvensk bokutgivning, bland annat genom en stark satsning på verk av kvinnliga författare och stora samarbetsprojekt med förlag i Sverige. Även aktiv inom kulturpolitiken som medlem av Konstsamfundet och styrelsen för Svenska Teatern.